# Німецька осінь
«Німецька осінь» (нім. Deutscher Herbst) — низка подій у другій половині 1977 року, пов'язана з періодом і політичною атмосферою у Федеративній Республіці Німеччина у вересні та жовтні 1977 року.
Період ознаменувався серією терактів, влаштованих ліворадикальною терористичною організацією «Фракція Червоної армії» (нім. Rote Armee Fraktion; RAF), зокрема викраденням і убивством німецького промисловця Ганса Мартіна Шлеєра, викраденням пасажирського літака «Ландсхут» і самогубством провідних членів першого покоління RAF в ув'язненні.
Німецька осінь вважається однією з найсерйозніших криз в історії Федеративної Республіки Німеччина. Термін «Німецька осінь» походить від назви фільму 1978 року «Німеччина восени» (нім. Deutschland im Herbst) — проєкту з кількох документальних фільмів одинадцяти режисерів «нового німецького кіно», в якому критично розглядається реакція держави на тероризм з різних точок зору.

## Перебіг подій

### Передумови
У 1977 році діяльність так званого другого покоління «Фракції Червоної армії» досягла свого піку. Однак події до вересня, як правило, не вважаються частиною «Німецької осені».

#### Вбивство Зігфріда Бубака
7 квітня 1977 року Генеральний прокурор Німеччини Зігфрід Бубак у супроводі двох осіб їхав у своєму службовому автомобілі Mercedes-Benz 230.6 зі своєї квартири в Карлсруе на роботу до Верховного суду. Сам прокурор перебував на пасажирському сидінні поруч із водієм, Вольфгангом Гебелем, на задньому сидінні їхав директор автопарку Генеральної прокуратури Георг Вюрстер.
Автомобіль зупинився на червоне світло світлофора на перетині вулиць Ландштрассе (нім. Landstraße) і Мольткештрассе (нім. Moltkestraße). Праворуч від машини опинився мотоцикл Suzuki GS750 з двома пасажирами в оливкових мотоциклетних шоломах, один з яких зробив по автомобілю 15 пострілів з напівавтоматичної гвинтівки HK 43, поранивши всіх трьох. Водій залишив автомобіль, що прокотився кілька метрів і врізався в стовп. Генеральний прокурор і водій померли на місці події. Директор автопарку помер від отриманих ран у лікарні через шість днів, 13 квітня. Особи того, хто стріляв і керував мотоциклом, тоді встановити не вдалося, однак було заявлено, що його вбивство стало помстою за смерть Ульріки Майнгоф, в організації якого Бубака звинувачували. Згодом відповідальність за масове вбивство на себе взяла «Група Майнгоф», що входила до «Фракції Червоної армії».

#### Вбивство Юргена Понто
30 липня 1977 року Юрген Понто, речник правління Дрезденського банку (нім. Dresdner Bank AG) та його дружина Ігнеса перебували на своїй віллі в Оберурзелі, де пакували речі для відпустки в Ріо-де-Жанейро та чекали на візит Сюзанни Альбрехт, доньки близького друга Понто. 
Ввечері Сюзанна Альбрехт прибула до вілли Понто з двома незнайомцями, пізніше ідентифікованих як Бріґітте Монгаупт і Крістіан Клар. Не знаючи, що Альбрехт приєдналася до «Фракції Червоної армії» кілька тижнів тому, Ігнеса відчинила двері і впустила компанію в дім, де запросила їх до вітальні і залишила наодинці з Понто.
Згодом з кімнати почулися галас і постріли. Вважається, що Альбрехт та її спільники намагалися викрасти Понто, а після того, як він почав чинити опір, застрелили його. Діставши п'ять кульових поранень, Понто помер у лікарні Франкфурта. Троє вбивць втекли з вілли разом зі своїм водієм Петером-Юргеном Бооком. Вбивці взяли на себе відповідальність за вбивство від імені «Червоного ранку» (нім. Roter Morgen).

### Німецька осінь

#### Викрадення Ганса Мартіна Шлеєра
5 вересня 1977 року в Кельні членами «Фракції Червоної армії» було викрадено німецького промисловця і колишнього офіцера СС Ганса Мартіна Шлеєра. Під час пересування містом водій Шлеєра був змушений різко загальмувати, коли перед машиною на дорогу раптово викотився дитячий візок. Поліцейський автомобіль, що йшов ескортом, не зміг вчасно зупинитися і врізався в автомобіль Шлеєра. В цей час близько 20 членів «Фракції Червоної армії» відкрили вогонь з автоматичної зброї по автомобілях, внаслідок чого загинули водій Шлеєра,  поліцейський, що сидів позаду, і двоє поліцейських з числа ескорту.
Шлеєра викрали й утримували в орендованій квартирі неподалік Кельна. Метою викрадення було змусити західнонімецький уряд звільнити Андреаса Баадера та трьох інших лідерів RAF, яких утримували у в'язниці Штаммгайм поблизу Штутгарта. Про це терористи змусили повідомити самого Шлеєра у його зверненні до лівоцентристського уряду Гельмута Шмідта. Усі спроби поліції визначити місце перебування заручника виявилися безуспішними.
18 жовтня 1977 року загоном західнонімецьких спецпризначенців GSG 9 звільнено викрадений пасажирський літак «Ландсхут» компанії «Люфтганза», що слідував рейсом 181 і був захоплений членами «Фракції Червоної армії» та «Народним фронтом визволення Палестини» із вимогою звільнити ув'язнених членів RAF. Дізнавшись про це, лідери організації, зокрема Андреас Баадер, Ян-Карл Распе та Гудрун Енслін наклали на себе руки у своїх камерах.
У відповідь на масову смерть провідних членів RAF, викрадачі застрелили Шлеєра дорогою в Мюлузу у Франції, залишивши його тіло в багажнику зеленого Audi 100. Тіло було виявлено наступного дня після дзвінка терористів до офісу інформаційного агенства Deutsche Presse-Agentur у Штутгарті, якому повідомили місцезнаходження автомобіля. Загалом Шлеєр пробув у заручниках 43 дні.

#### Викрадення літака «Ландсхут»
Коли стало зрозуміло, що уряд, ґрунтуючись на досвіді, отриманому двома роками раніше під час викрадення німецького політика Петера Лоренца, не схильний йти на поступки, терористи «Фракції Червоної армії» спробували чинити додатковий тиск, викравши 13 жовтня літак Boeing 737 «Ландсхут» німецької авіакомпанії «Люфтганза». У цьому їм допомагали члени палестинської групи «Народного фронту визволення Палестини». Після перельоту через Аравійський півострів і вбивства капітана Юргена Шумана, терористи із заручниками приземлилися в столиці Сомалі Могадішо.
Після переговорів із сомалійським лідером Сіадом Барре західнонімецькому уряду надали дозвіл штурмувати літак. Операція була проведена 18 жовтня командою західнонімецьких спецпризначенців GSG 9, сформованого після теракту на мюнхенській Олімпіаді 1972 року. Унаслідок спецоперації всі 87 заручників були врятовані, включаючи чотирьох з п'яти членів екіпажу. Було поранено одного члена GSG 9 і одну стюардесу, з числа терористів вижила тільки одна нападниця.
Після викрадення літака «Ландсхут» західнонімецький уряд заявив, що більше ніколи не буде вести переговори з терористами.

#### Ніч смерті в Штаммгаймі
Під час судових процесів члени «Фракції Червоної армії» пронесли до в'язниці понад фунт вибухівки і три пістолети, один з яких був захований у церковній літературі.
У ніч проти 18 жовтня 1977 року Карл-Ян Распе по радіо дізнався про успішне звільнення заручників захопленого літака «Ландсхут» і передав цю інформацію іншим ув'язненим. Тієї ж ночі Андреас Баадер, Гудрун Енслін і Ян-Карл Распе наклали на себе руки в крилі суворого режиму. Ця подія стала відома як ніч смерті в Штаммгаймі. Повідомлялося, що Баадер і Распе застрелилися, а Енслін повісився. Четверта учасниця, Ірмгард Меллер, імовірно, завдала собі кілька ударів у груди вкраденим столовим ножем. Вона пережила спробу самогубства й відтоді заявила, що смерті інших терористів були не самогубствами, а позасудовими стратами, вчиненими тодішнім урядом Західної Німеччини, що рішуче заперечувалося як колишнім, так і нинішнім урядом Німеччини.